# Подострый лимфоцитарный тиреоидит
Подо́стрый ли́мфоцита́рный ти́реоиди́т («немой» или безболевой подострый тиреоидит) — форма тиреоидита (воспаления щитовидной железы), которая может развиться в любом возрасте, чаще у женщин. Вариант подострого лимфоцитарного тиреоидита, возникший после родов называют послеродовой (чаще это хронический тиреоидит) - и это O90.5. Оба варианта (лимфоцитарный и послеродовой) имеют аутоиммунную природу и могут рассматриваться как подтип аутоиммунного тиреоидита E06.3  — во всех трёх случаях имеются антитела к ткани щитовидной железы и сходная гистологическая картина.

## Клиническая картина
Подострый лимфоцитарный тиреоидит протекает с небольшим безболезненным увеличением щитовидной железы (зобом). Как правило, отмечается волнообразное течение: фаза гипертиреоза с последующим возвратом к эутиреоидному статусу (нормальной функции щитовидной железы), а затем переход в фазу гипотиреоза и снова возврат к эутиреоидному состоянию. Длительность каждого этапа может варьировать, однако, обычно не превышает 2-3 месяца.

## Диагностика
Верифицировать диагноз подострый лимфоцитарный тиреоидит помогает тест с поглощением (накоплением) радиоактивного йода. В стадии гипертиреоза, поглощение йода подавляется, в то время как в фазе гипотиреоза, быстро увеличивается. Данная реакция сильно отличается от таковой при диффузном токсическом зобе (болезни Базедова).